# Ne faites pas de cinéma
Pour plus de détails, voir Fiche technique et Distribution.
Ne faites pas de cinéma est un documentaire français réalisé par Oren Nataf et sorti en 2004.

## Fiche technique
- Titre : Ne faites pas de cinéma
- Réalisation : Oren Nataf
- Photographie : François Brey et Ernesto Giolitti
- Son : André Cibel
- Montage : Jean-François Élie
- Production : Les Films du Barbue
- Pays d’origine :  France
- Durée : 71 minutes
- Dates de sortie : France - 21 mai 2004 (Festival de Cannes)[1] - 2 mars 2005 (sortie nationale)

## Distribution
- Marc Levie[2]

## Sélection
- Festival de Cannes 2004 (sélection de l'ACID[3])